# Copa Espírito Santo de Futebol 2013
In 2013 werd de elfde editie van de Copa Espírito Santo de Futebol, gespeeld voor voetbalclubs uit de Braziliaanse staat Espírito Santo. De competitie werd georganiseerd door de FES en werd gespeeld van 27 juli tot 29 september. Real Noroeste werd kampioen en mocht daardoor deelnemen aan de Copa do Brasil 2014.

## Eerste fase

### Groep A
| Plaats | Clu        | Wed. | W | G | V | Saldo | Ptn. |
| ------ | ---------- | ---- | - | - | - | ----- | ---- |
| 1.     | Cachoeiro  | 6    | 3 | 1 | 2 | 8:5   | 10   |
| 2.     | Rio Branco | 6    | 3 | 1 | 2 | 12:10 | 10   |
| 3.     | Pinheiros  | 6    | 2 | 3 | 1 | 12:11 | 9    |
| 4.     | GEL        | 6    | 1 | 1 | 4 | 4:10  | 4    |

|  | Geplaatst voor tweede fase |

### Groep B
| Plaats | Clu           | Wed. | W | G | V | Saldo | Ptn. |
| ------ | ------------- | ---- | - | - | - | ----- | ---- |
| 1.     | Real Noroeste | 6    | 5 | 1 | 0 | 15:6  | 16   |
| 2.     | Desportiva    | 6    | 3 | 1 | 2 | 13:8  | 10   |
| 3.     | Vilavelhense  | 6    | 2 | 1 | 3 | 6:9   | 7    |
| 4.     | Linhares      | 6    | 0 | 1 | 5 | 6:17  | 1    |

|  | Geplaatst voor tweede fase |

## Tweede fase
|  | halve finale  | halve finale | halve finale | halve finale |  |               | finale | finale | finale | finale |
|  |               |              |              |              |  |               |        |        |        |        |
|  |               |              |              |              |  |               |        |        |        |        |
|  | Desportiva    | 1            | 0            | 1            |  |               |        |        |        |        |
|  | Cachoeiro     | 2            | 2            | 4            |  |               |        |        |        |        |
|  |               |              |              |              |  | Cachoeiro     | 1      | 1      | 2      |        |
|  |               |              |              |              |  | Real Noroeste | 1      | 2      | 3      |        |
|  | Rio Branco    | 1            | 2            | 3            |  |               |        |        |        |        |
|  | Real Noroeste | 0            | 5            | 5            |  |               |        |        |        |        |

Details finale
|                   |                 |       |                              |                               |
| 21 september Heen | Cachoeiro       | 1 – 2 | Real Noroeste                | Engenheiro Araripe, Cariacica |
| 21 september Heen | Bruno Alves 24' |       | 16' Manu 75' Estevão Toniato | Engenheiro Araripe, Cariacica |

| Cachoeiro | Real Noroeste |

|                    |               |       |            |                                     |
| 28 september Terug | Real Noroeste | 1 – 1 | Cachoeiro  | José Olímpio da Rocha, Águia Branca |
| 28 september Terug | Edu 46'       |       | 36' Rafael | José Olímpio da Rocha, Águia Branca |

| Real Noroeste | Cachoeiro |

## Kampioen
| Copa Espírito Santo de Futebol de 2013 |
| Águia Branca                           |
| -------------------------------------- |
| REAL NOROESTE Kampioen (2e titel)      |